# محمد بن زهير الأزدي
محمد بن زهير الغامدي الأزدي هو والي مصر في الدولة العباسية سنة 173هـ / 789-790م.، وكان قد تولى البصرة أيضاً

## ولايته على مصر
ولاه هارون الرشيد على إمرة مصر، وجمع له بين الصلاة والخراج معًا، بعد عزل مسلمة بن يحيى في 5 شعبان سنة 173 هـ/789م، وسكن العسكر على عادة أمراء بني العباس، واستعمل على خراج مصر عمر بن غيلان، وعلى الشرطة حنك بن العلاء، ثم عزله وولى عمار بن مسلم بن عبد الله الطائي أيامًا، ثم صرفه وولى حبيب بن أبان بن الوليد البجلي، ولما ولي عمر بن غيلان خراج مصر شدد على الناس وعلى أهل الخراج فنفرت القلوب منه وثار عليه الجند، وقاتلوه وحصروه في داره فلم يدافع عنه محمد بن زهير، وبلغ الخليفة هارون الرشيد ذلك فعظم عليه عدم قيام محمد بن زهير بنصرة عمر بن غيلان، فعزله عن إمرة مصر بداود بن يزيد بن حاتم المهلبي في ذي الحجة من سنة 173 هـ/790م، فكانت ولاية محمد بن زهير على إمرة مصر خمسة أشهر تنقص أيامًا. وتوجه إلى الرشيد فزجره، ثم جعله من جملة القواد وندبه للاستيلاء على مال محمد بن سليمان بن علي بن عبد الله بن العباس بالبصرة بعد وفاته.